# عرب أباد (ميانكوه)
عرب أباد (بالفارسية: عرب‌آباد) هي مستوطنة تقع في إيران في Miankuh Rural District. يقدر عدد سكانها بـ 34 نسمة .